# Barbara Pentland
Barbara Pentland, OBC (* 2. Januar 1912 in Winnipeg; † 5. Februar 2000 in Vancouver) war eine der bedeutendsten kanadischen Komponistinnen in der zweiten Hälfte des 20. Jahrhunderts. 

## Leben
Pentland begann bereits im Alter von neun Jahren zu komponieren. Sie hatte von 1927 bis 1929 Klavierunterricht bei Frederick H. Blair in Montreal und studierte 1929–30 an der Schola Cantorum in Paris bei Cécile Gauthiez, einer Schülerin  Vincent d’Indys. Sie nahm dann Orgelunterricht bei Hugh Bancroft und Klavierunterricht bei Eva Clare. 1936 debütierte sie als Konzertpianistin im Royal Alexandra Hotel.
Von 1936 bis 1938 studierte sie an der Juilliard School of Music in New York City Kontrapunkt bei Frederick Jacobi und Komposition bei Bernard Wagenaar. Nach ihrer Rückkehr nach Winnipeg gab sie privaten Unterricht und unterrichtete an der University of Manitoba. In den Jahren 1941 und 1942 besuchte sie Sommerkurse am Berkshire Music Center in Tanglewood bei Aaron Copland. 
Ab 1942 unterrichtete sie Musiktheorie und Komposition am Toronto Conservatory of Music, wo George Crum und Alan Detweiler zu ihren Schülern zählten. Von 1949 bis 1963 unterrichtete sie Musiktheorie und Komposition an der University of British Columbia. Danach lebte sie als freischaffende Komponistin in Vancouver. 
In ihren frühen Kompositionen stand Pentland in der Tradition der französischen spätromantischen Schule von César Franck und Vincent d’Indy. Unter dem Eindruck von Komponisten wie Copland, Igor Strawinski und Béla Bartók wurde ihre Tonsprache in den 1930er Jahren moderner. Ihre Begegnungen mit der Schönberg-Schülerin Dika Newlin (1948–49) führten sie zur seriellen Musik. Pentland wurde mit Ehrendoktortiteln der Simon Fraser University und der University of Manitoba ausgezeichnet und zum Mitglied des Order of British Columbia ernannt.

## Werke
- Ballad of Trees and the Master für Chor, (Text: Sidney Lanier), 1937
- Dirge for a Violet für Chor (Text: Duncan Campbell Scott), 1939
- Lament für Orchester, 1939
- Rhapsody für Klavier, 1939
- Beauty and the Beast, Ballett-Pantomime, 1941
- Arioso and Rondo für Orchester, 1941
- Holiday Suite für Kammerorchester, 1941
- Studies in Line für Klavier, 1941
- Concerto for Violin and Small Orchestra, 1942
- Variations für Klavier, 1942
- Song Cycle für Sopran und Klavier, 1942–45
- Sonata for Cello and Piano, 1943
- Vista für Violine und Klavier, 1945
- Piano Sonata, 1945
- At Early Dawn (Text. Hsiang Hao) für Tenor, Flöte und Cello, 1945
- String Quartet No 1 1945
- Symphony No. 1, 1945–48
- Sonata for Violin and Piano, 1946
- Filmmusik zu The Living Gallery, 1947
- Colony Music für Klavier und Streichorchester, 1947
- Sonata Fantasy für Klavier, 1947
- Octet for Winds, 1948
- Variations on a Boccherini Tune für Orchester, 1948
- Dirge für Klavier, 1948
- Concerto for Organ and Strings, 1949
- Weekend Overture for Resort Combo, 1949
- Symphony No. 2, 1950
- Solo Violin Sonata, 1950
- Ave atque vale für Orchester, 1951
- 2 Sonatinas für Klavier, 1951
- The Lake, Kammeroper (Libretto: Dorothy Livesay), 1952
- Epigrams and Epitaphs für Chor 1952
- String Quartet No 2 1953
- Two-Piano Sonata, 1953
- Salutation of the Dawn für Chor, 1954
- What is Man? für Chor, 1954
- Ricercar for Strings, 1955
- Interlude für Klavier, 1955
- Concerto for Piano and String Orchestra, 1956
- Symphony for Ten Parts 'Symphony No. 3, 1957
- Toccata für Klavier, 1958
- Symphony No. 4, 1959
- Three Duets after Pictures by Paul Klee für Klavier zu vier Händen, 1959
- Duo for Viola and Piano, 1960
- Canzona für Flöte, Oboe und Cembalo, 1961
- Cavazzoni for Brass, 1961
- Fantasy für Klavier, 1962
- Ostinato and Dance für Cembalo, 1962
- Trio for Violin, Cello and Piano, 1963
- Strata für Streichorchester, 1964
- Echoes 1 and 2 für Klavier, 1964
- Maze/Labyrinthe, Casse-Tête/Puzzle für Klavier, 1964
- Puppet Show für Klavier zu vier Händen, 1964
- Shadows/Ombres für Klavier 1964
- Three Pairs für Klavier, 1964
- Three Sung Songs für Chor, 1964
- Hands across the C für Klavier, 1965
- Variations for Viola. 1965
- Trio con alea für Streichtrio, 1966
- Suite borealis für Klavier, 1966
- Septet für Horn, Trompete, Posaune, Orgel, Violine, Viola und Cello, 1967
- Space Studies für Klavier, 1967
- Cinéscene für Kammerorchester, 1968
- String Quartet No 3 1969
- Music of Now, Books 1, 2, 3 für Klavier, 1969–70
- News (news media) für Stimme und Orchester, 1970
- Variations concertantes für Klavier und Orchester, 1970
- Reflections für Akkordeon, 1971
- Five-Plus 'Simple Pieces for Strings, 1971
- Sung Songs No. 4 and 5 für Mezzosopran und Klavier, 1971
- Interplay für Akkordeon und Streichquartett, 1972
- Mutations für Cello und Klavier, 1972
- Vita Brevis für Klavier, 1973
- Occasions für Bläserquintett, 1974
- Ephemera für Klavier, 1974–78
- Res musica für Streichorchester, 1975
- Tenebrae für Klavier, 1976
- Disasters of the Sun (Text: D. Livesay) für mittlere Stimme, neun Instrumente und Tonband, 1976
- Phases für Klarinette solo, 1977
- Éventa für Flöte, Klarinette, Posaune, Violine, Cello, Harfe und zwei Schlagzeuger, 1978
- Trance für Flöte und Harfe, 1978
- VariableWinds, 1979
- String Quartet No 4 1980
- Elegy for Horn and Piano, 1980
- Commenta, 1981
- Tellus für Flöte, Cello, Schlagzeug und Celesta, 1982
- Quintet for Piano and Strings, 1983
- Vincula für Klavier, 1983
- String Quartet No 5 1985
- Horizons für Klavier, 1985
- Ice Age (Text: D. Livesay) für Sopran und Klavier, 1986
- Canticum, Burlesca and Finale für Klavier, 1987
- Intrada and Canzona 1988